# توماش باليجا
توماش باليجا (بالبولندية: Tomasz Baliga)‏ هو لاعب كرة قدم بولندي في مركز الدفاع، ولد في 6 نوفمبر 1988 في كراكوف في بولندا. لعب مع نادي كراكوفيا الرياضي.